# نخلة ديرة
نخلة ديرة(بالإنجليزية: Palm Deira)‏ هي عبارة عن أرخبيل اصطناعي وهي جزء من جزر النخيل في دبي وقد أعلن عن المشروع في أكتوبر 2004.

## التاريخ

### نخلة ديرة
في عام 2004، أطلقت شركة نخيل للتطوير العقاري في دبي مشروع نخلة ديرة كمشروع تطوير عقاري بقيمة 11 مليار درهم قبالة ساحل ديرة في دبي، وكان من المقرر أن يحتوي على ما يصل إلى 8000 فيلا. تم تعيين مقاول التجريف الهولندي فان أورد لبدء المشروع في عام 2005. بحلول أوائل أكتوبر 2007، اكتمل الاستصلاح الأولي لجزيرة النخيل بنسبة 20%، بإجمالي 200 مليون متر مكعب (7.1 مليار قدم مكعب) من الرمال المستخدمة بالفعل. ثم في أوائل أبريل 2008، أعلنت شركة نخيل أنه تم استصلاح أكثر من ربع المساحة الإجمالية لنخلة ديرة. في أعقاب الأزمة المالية 2007-2008، قامت شركة نخيل بتعليق مشاريع مثل نخلة جبل علي والعالم ونخلة ديرة منذ عام 2008.